# Buochserhorn
Buochserhorn är en bergstopp i Schweiz.   Den ligger i distriktet Nidwalden och kantonen Nidwalden, i den centrala delen av landet, 70 km öster om huvudstaden Bern. Toppen på Buochserhorn är 1 807 meter över havet, eller 316 meter över den omgivande terrängen. Bredden vid basen är 3,5 km.
Terrängen runt Buochserhorn är bergig söderut, men norrut är den kuperad. Runt Buochserhorn är det ganska glesbefolkat, med 32 invånare per kvadratkilometer.. Närmaste större samhälle är Luzern, 14,9 km nordväst om Buochserhorn. 
I omgivningarna runt Buochserhorn växer i huvudsak blandskog.